# Бърнър
Бърнър (на английски: Burner) – семейство американски ускорителни степени, което включва блоковете Бърнър 1 и Бърнър 2. Използвани са като връхни степени в ракетите – носители Тор-Бърнър и Делта от 1965 г. насам. Ракетите Тор-Бърнър се използват главно във военни метеорологични програми (т. нар. DMSP), но в последно време започват да извеждат на орбита и леки технологични сателити. Ускорителните блокове от семейството Бърнър са използвани също така в ракетите – носители Атлас и Титан.

## Бърнър 1
Бърнър 1 – първия ускорителен блок от семейството Бърнър е разработен от Лабораторията по балистика в Западна Вирджиния (на английски: Allegany Ballistics Laboratory или съкр. ABL) в началото на 60-те години на 20 век. За базов модел е използвана ракетата X-248 Алтаир. Производството се осъществява от Боинг. Двигателят е Thiokol FW-4 (TE 364 – 1). Ускорителния блок е използван като последна степен в ракетите – носители Тор и Авангард. Първия старт на комплекса Тор-Бърнър е на 19 януари 1965 г. USArmy извежда на орбита метеорологичен сателит B4A-01 по армейската космическа програма Defense Meteorological Satellite Program или както е по – известна DMSP.

## Бърнър 2
Бърнър 2 – втория ускорителен блок от семейството Бърнър е развитие на първата модификация. Той е разработен и се произвежда от Боинг. Усъвършенстването на Бърнър 1 стартира през март 1964 г., а производството започва през 1965 г. Първия старт на Тор-Бърнър с новия ускорителен блок е на 16 септември 1966 г. за американската военна метеорологична програма (на английски: Defense Meteorological Satellite Program, съкр. DMSP). Тогава на орбита е изведен метеорологичен сателит B4A-07. Това е първата твърдогоривна ускорителна степен, която е използвана за общи космически приложения, и която има пълен контрол и възможност за ориентиране. Съгласно договора Боинг произвежда 14 ускорителни степени.

## Развитие
На основата на ускорителен блок Бърнър е разработен и се произвежда ускорителния блок Стар в три различни модификации, всички с твърдогоривен двигател на Тиокол. Блокът се използва във военни (от армията на САЩ) и граждански (от НАСА) космически програми.